# Orienteering ai Giochi mondiali 2022 - Sprint femmminile
La gara di orienteering femminile su distanza sprint ai Giochi mondiali 2022 si è svolta il 15 luglio 2022 a Birmingham.

## Risultati
| Pos. | Atleta                   | Tempo    |
| ---- | ------------------------ | -------- |
|      | Simona Aebersold         | 14:52.00 |
|      | Tereza Janosikova        | 15:18.00 |
|      | Elena Roos               | 15:21.00 |
| 4    | Aleksandra Hornik        | 15:36.00 |
| 5    | Sofia Ohlsson            | 15:37.00 |
| 6    | Ingrid Lundanes          | 15:39.00 |
| 7    | Ida Agervig Kristiansson | 15:41.00 |
| 8    | Olena Babych             | 15:54.00 |
| 9    | Victoria Bjornstad       | 16:02.00 |
| 10   | Caroline Gjotterup       | 16:15.00 |
| 11   | Eef van Dongen           | 16:23.00 |
| 12   | Laura Ramstein           | 16:25.00 |
| 13   | Sandra Grosberga         | 16:31.00 |
| 14   | Cecilie Andersen         | 16:40.00 |
| 15   | Kateryna Dzema           | 16:48.00 |
| 16   | Hanna Wisniewska         | 16:57.00 |
| 17   | Charlotte Ward           | 17:02.00 |
| 18   | Birte Friedrichs         | 17:07.00 |
| 19   | Denisa Kosova            | 17:18.00 |
| 20   | Susen Losch              | 17:24.00 |
| 21   | Emma Waddington          | 17:25.00 |
| 22   | Zsofia Sarkozy           | 17:46.00 |
| 23   | Hannula-Katrin Pandis    | 17:51.00 |
| 24   | Alison Crocker           | 17:54.00 |
| 25   | Ylvi Kastner             | 18:29.00 |
| 26   | Cho Yu Lam               | 19:20.00 |
| 27   | Kaste Rutkauskaite       | 19:23.00 |
| 28   | Sigrid Ruul              | 19:24.00 |
| 29   | Milla Key                | 20:13.00 |
| 30   | Ka Ki Leung              | 20:24.00 |
| 31   | Alison Campbell          | 20:44.00 |
| 32   | Aislinn Prendergast      | 20:45.00 |
| 33   | Maisa Franco Szczypior   | 21:16.00 |
| 34   | Carol Walker             | 23:25.00 |
| 35   | Elaine Lenz              | 23:42.00 |
| 36   | Salma Abo Khaber         | 27:42.00 |
| -    | Lina Strand              | DNS      |